# Zoanthus pigmentatus
Zoanthus pigmentatus is een Zoanthideasoort uit de familie van de Zoanthidae. De wetenschappelijke naam van de soort is voor het eerst geldig gepubliceerd in 1909 door Wilsmore.